# Casama brauni
Casama brauni är en fjärilsart som beskrevs av Adeoud 1935. Casama brauni ingår i släktet Casama och familjen tofsspinnare. Inga underarter finns listade i Catalogue of Life.